# 島根県道170号益田津和野線
島根県道170号益田津和野線（しまねけんどう170ごう ますだつわのせん）は、島根県益田市から鹿足郡津和野町に至る一般県道である。

## 概要
益田市飯浦町から鹿足郡津和野町青原に至る。

### 路線データ
- 起点：益田市飯浦町（国道191号交点）
- 終点：鹿足郡津和野町青原（国道9号交点）

## 歴史
- 1994年（平成6年）3月15日 - 島根県告示第288号により島根県道170号益田日原線として認定される[1]。

前身は島根県道・山口県道125号日原田万川線と島根県道314号長福飯浦線の各一部である。
- 2005年（平成17年）9月25日 - 鹿足郡津和野町・日原町が対等合併して改めて鹿足郡津和野町が設置されたことにより、終点の地名表記が変更される（鹿足郡日原町青原→鹿足郡津和野町青原）。
- 2006年（平成18年）3月31日 - 島根県告示第369号により現行の路線名称に変更される[1]。

## 路線状況

### 重複区間
- 島根県道・山口県道14号益田阿武線（益田市桂平町 - 益田市黒周町）

## 地理

### 通過する自治体
- 島根県
  - 益田市 - 鹿足郡津和野町

### 交差する道路
| 交差する道路                                  | 市町村名 | 市町村名 | 交差する場所 | 交差する場所 |
| --------------------------------------------- | -------- | -------- | ------------ | ------------ |
| 国道191号                                     | 益田市   | 益田市   | 飯浦町       | 起点         |
| 島根県道313号美濃地石見横田停車場線           | 益田市   | 益田市   | 美濃地町     |              |
| 島根県道・山口県道14号益田阿武線 重複区間起点 | 益田市   | 益田市   | 桂平町       |              |
| 島根県道・山口県道14号益田阿武線 重複区間終点 | 益田市   | 益田市   | 黒周町       |              |
| 西石見広域農道 / 西石見グリーンライン         | 益田市   | 益田市   | 柏原町       |              |
| 国道9号 国道187号 重複                        | 鹿足郡   | 津和野町 | 青原         | 終点         |

### 沿線
- 益田市役所
  - 美濃連絡所
  - 二条連絡所
- 美濃郵便局
- 二条郵便局
- 津和野警察署 青原駐在所

### 峠
- 傾成峠（益田市飯浦町 - 益田市有田町）